# M. H. Carpenter
M. H. Carpenter, vorher Phianna Motors Company, war ein US-amerikanischer Hersteller von Automobilen.

## Unternehmensgeschichte
Phianna Motors Company wurde 1917 in Newark in New Jersey gegründet. Beteiligt waren John A. Bell, R. J. Metzler und T. M. Pepperday. Sie übernahmen die S. G. V. Company aus Reading in Pennsylvania. Die Produktion von Automobilen begann, die als Phianna vermarktet wurden. Während des Ersten Weltkriegs liefen die Geschäfte schlecht. Die Wright-Martin Aircraft Company übernahm das Werk in Newark. 1919 übernahm Miles Harold Carpenter das Unternehmen. Er benannte es in M. H. Carpenter um und verlegte den Sitz nach Long Island City im US-Bundesstaat New York. Die ersten Fahrzeuge unter seiner Leitung wurden im Oktober 1919 auf der New York Automobile Show präsentiert. Es waren Luxusautos für einen kleinen Markt. Die Nachkriegsdepression kam dazu.  1922 endete die Produktion.
Insgesamt entstanden zwischen 50 und 100 Fahrzeugen.

## Fahrzeuge
Die ersten Fahrzeuge hatten einen Vierzylindermotor mit 25 PS Leistung. Das Fahrgestell hatte 293 cm Radstand.  Auffallend war der ovale Kühlergrill. Der Neupreis für das Fahrgestell betrug 3600 US-Dollar. Karosseriehersteller produzierten die Aufbauten nach Kundenwünschen.
1919 wurde der Radstand auf 317,5 cm verlängert. Außerdem entwarf Fred Charavey einen neuen Kühlergrill, der jenen von Rolls-Royce ähnelte. Die Fahrzeuge kosteten nun etwa 6.000 Dollar für einen Brougham, etwa 9.500 für einen Tourenwagen und etwa 11.500 für eine Limousine. Dabei ist zu beachten, dass es weiterhin externe Aufbauten waren, die natürlich teurer waren als Standardkarosserien. Zu den Käufern zählten der damalige König von Spanien Alfons XIII. und Bainbridge Colby.
1921 gab es einige Prototypen mit einem größeren Sechszylindermotor und 361 cm Radstand.